# Park Regionalny Zakola Niemna
Park Regionalny Zakola Niemna (lit. Nemuno kilpų regioninis parkas) – park regionalny na Litwie, położony w rejonach preńskim, birsztańskim i olickim, w środkowym biegu Niemna. Utworzony został w 1992 r. i obejmuje powierzchnię 25 079 ha.
Park jest zlokalizowany nad brzegiem Niemna.

## Historia
W 1938 r. zasugerowano, aby uczynić Bór Punia rezerwatem bądź parkiem narodowym. W 1954 r. bór uzyskał status rezerwatu łowieckiego, a w 1960 został ogłoszony rezerwatem botaniczno-zoologicznym. W 1970 r. Paulius Kavaliauskas zaproponował utworzenie Parku Krajobrazowego Zakola Niemna. Park powstał 24 września 1992 r. na podstawie uchwały nr I – 2913 celem zachowania zarówno krajobrazu Zakola Niemna i boru Punia, oraz wartości kulturowej.

## Fauna i flora
69% powierzchni parku pokrywają lasy. Na terenie parku występuje około 950 gatunków roślin, z czego 68 jest wymienionych w Litewskiej Czerwonej Księdze, a także 477 gatunków grzybów.
W parku odnotowano 56 gatunków ssaków, oraz około 200 gniazdujących gatunków ptaków. Występują również płazy i gady oraz bezkręgowce.

## Obszar Natura 2000
W Parku Regionalnym Zakola Niemna utworzono 13 obszarów Natura 2000, gdzie chronione są m.in. rybitwa białoczelna i rybitwa rzeczna.

## Obiekty na terenie parku
Na obszarze parku znajduje się 17 rezerwatów: 7 krajobrazowych, 2 botaniczne, 3 hydrograficzne, 2 geomorfologiczne, 1 archeologiczny i miejski rezerwat przyrody Birsztany. W parku rośnie największe drzewo na Litwie oraz pomniki przyrody, m.in. geologiczne (np. Balbieriškio atodanga), hydrogeologiczne (np. źródła Balbieriškis) i geomorfologiczne (klif Panemuninkai).
Na terenie parku znajdują się: grodzisko Punie, wieża widokowa o wysokości 45 metrów, najwyższa na Litwie, tarasy widokowe, szlaki piesze i rowerowe oraz szlaki poznawcze.
Ponadto na obszarze parku znajduje się 25 kopców i 5 kurhanów oraz pozostałości 10 starożytnych osad.